# Wiśniewo (województwo łódzkie)
Wiśniewo – wieś w Polsce położona w województwie łódzkim, w powiecie łowickim, w gminie Kiernozia.
W latach 1975–1998 miejscowość należała administracyjnie do województwa płockiego.